# Даґ Гансен (альпініст)
Даглас Гансен (англ. Douglas Hansen, 28 травня 1949 — 10 травня 1996) — американський альпініст-аматор, який у 1996 році досяг вершини гори Еверест, але загинув на спуску під час катастрофічної хуртовини.

## Біографія
Гансен виріс в Абердині, штат Південна Дакота, разом зі своїми двома братами та сестрою, а підлітком переїхав з родиною до Рентона, штат Вашингтон. Закінчив середню школу Рентона в 1967 році. Ще у молодості він піднявся на гору Рейнір. Працював у Поштовій службі США в Кенті. Одружився, мав сина та дочку, зрештою розлучився, після чого спрямував свою енергію на марафонський біг та скелелазіння в Альпах.
У 1993 році він безуспішно спробував піднятися на Шишабангму як платний клієнт Еріка Сімонсона з компанії «International Mountain Guides». У 1995 році намагався зійти на Еверест як платний клієнт Роба Голла з Adventure Consultants, але перервав спробу сходження. У 1996 році він знову повернувся на Еверест з Голлом, щоб повторити спробу сходження.

## Експедиція 1996
31 березня 1996 року Гансен прибув до Катманду, щоб приєднатися до експедиції «Friendship Everest Expedition 1996», організованої «Adventure Consultants». З Катманду групу гелікоптером доставили до Лукли, звідки вона пішки дісталися до Базового табору, досягнувши його 9 квітня. Журналіст Джон Кракавер, що брав участь у сходженні, писав, що ближче до кінця квітня Гансен сказав йому, що переніс невелику операцію на горлі раніше цього року, відчуває наслідки обмороження після попередньої спроби сходження на Еверест і «почувається до біса погано» (англ. feeling like shit). Інший альпініст повідомив, що 8 травня Гансен зізнався, що вважає заплановану на наступний день спробу сходження на вершину «поганою ідеєю».

### Сходження
9 травня о 23:30 за місцевим часом група Голла вирушила до вершини; невдовзі після цього за нею почали підійматися кілька інших експедицій. Рано вранці 10 травня двоє членів команди перервали сходження. Повідомляють, що Гансен поскаржився іншому альпіністові на холод і сказав, що теж повертається назад, але все ж продовжив сходження. Припускають, що не повертати назад його переконав Роб Голл.
Медлін Девід, менеджер офісу Adventure Consultants, згодом повідомила про «пізнє сходження на вершину у все більш вітряну погоду» і про те, що «о 14:30 Роб все ще був на вершині, чекаючи на втомленого Дага». Очевидець на цьому етапі сходження згадував, що Гансен виглядає так, наче у нього явно серйозні проблеми (англ. clearly in trouble).
Гід Анг Дордже Шерпа зустрів Гансена над Сходинкою Гілларі близько 15:00 і звелів спускатися, але Гансен похиляв головою і вказав рукою в напрямку вершини. На фотографії, зробленій гідом іншої експедиції близько 15:30, Гансен знаходиться приблизно у сорока метрах над Сходинкою Гілларі, прикріплений до фіксованої мотузки і з незаправленим шнурком, що стирчить з лівого черевика. Гід «Adventure Consultants» Майкл Грум згадував, як озирнувся на Сходинку Гілларі і побачив там Голла і Гансена. Голл, стоячи вище на схилі, показав Гансену великий палець вгору, Гансен, спираючись кригорубом на схил, відповів тим же жестом.
Гансен досяг вершини Евересту близько 16:30, ставши останнім, хто це зробив того дня. Гід з іншої експедиції згадував, що Голл спустився до Гансена з вершини і допоміг пройти останню ділянку.

### Спуск
Близько 17:30 Голл по радіо повідомив Базовий табір, що у Гансена спорожнів кисневий балон, і він не зможе спуститися Cходинкою Гілларі без додаткового кисню. Голл охарактеризував стан Гансена як «слабкий» та «недієздатний», а ситуацію як «дуже серйозну». Гід Гай Коттер заохочував Голла покинути Гансена та рятуватися самому. Аналогічну пораду також дали альпіністи Тодд Берлесон та Піт Атанс За словами співробітниці «Adventure Consultants» Гелен Вілтон, Голл тоді роздратовано відповів, що Гансен теж чує, що вони кажуть.
Згідно з записами експедиції, близько 17:45 Голл повідомив, що намагається спустити Гансена вниз Сходинкою Гілларі, але пізніше Вілтон уточнила що записала тоді лише що Роб наче не збирався залишати Дага, і після цього зв'язку з Робом не було близько дванадцяти годин. Таким чином, залишається невідомим, що насправді сталося з ними того вечора та рано вранці наступного дня.

### Загибель
О 4:45 ранку 11 травня Голл зв'язався з Базовим табором по радіо і повідомив, що вночі до нього дістався колега-гід Енді Гарріс, але з того часу зник. На питання щодо Гансена Голл відповів незрозуміло: «Дага немає» (англ. Doug is gone). Більше він нічого не пояснив і сам помер тієї ж ночі, тому його неоднозначне твердження стало предметом численних припущень. Коттер тоді повідомляв наступне:
Останніми спускалися Роб Голл та Даг Гансен, яких настання ночі заскочило над Південною вершиною, і в них закінчився кисень. Гансен помер уночі, і Голл був змушений ночувати на відкритій місцевості на висоті 8750 м без намету та спального мішка.
Гід «Adventure Consultants» Майкл Грум повідомив (без надання фактичної прямої інформації) що Гансен помер між Сходинкою Гілларі та Південною вершиною, «ймовірно на початку ночі 10-го числа» В офіційних даних експедиції причиною смерті Гансена вказано «вплив шкідливих зовнішніх факторів» (англ. exposure.

### Тіло
Спочатку повідомляли, що тіло Гансена знаходиться біля підніжжя Сходинки Гілларі, неподалік снігової печери, в якій знаходився Голл, але оскільки Голл один не зміг би спустити Сходинкою альпініста, нездатного йти самостійно, це, ймовірно, грунтувалося на розповіді, сформульованій Коттером. Альпіністи Девід Брішірс та Ед Вістурс, діставшись тіла Голла на Південній вершині 23 травня, знайшли докази того, що там був Гарріс (його кригоруб та куртку), але жодних слідів Гансена не виявили. Імовірно, Гансен загинув там, де вибився з сил — трохи вище Сходинки Гілларі. Його тіло так і не знайшли. Найімовірніше, воно впало зі Стіни Кангшунг до Тибету в період між 10 і 23 травня.

## Наслідки
Схоже, що відразу після катастрофи компанія «Adventure Consultants» намагалася приховати конкретні обставини смерті Гансена. Коттер значно невірно повідомив час свого сходження на вершину, і Девід також невірно повідомила про час надходження першого сигналу лиха від Голла. Ці дії приховали той факт, наскільки пізно насправді відбулося сходження Гансена на вершину, що Брішірс уточнив аж у 2008 році. Коттер також стверджував, ніби чув якісь радіопередачі від Голла в ніч на 10 травня, які лишилися незадокументованими, і що невідомі особи поширили неправдиву історію про виявлення 23 травня кригоруба Енді Гансена. Це може означати, що Голлу якимось чином вдалося власноруч спустити Гансена з вершини Сходинки Гілларі. Джон Кракавер, що співпрацював з «Adventure Consultants», невдовзі написав книгу-бестселер «У розрідженому повітрі», яка кодифікувала деякі з цих неправдивих свідчень та створила певний наратив навколо цієї катастрофичної експедиції.
Пізніші дослідження показали, що всі неточні твердження мають надзвичайну упередженість на користь Роба Голла та «Adventure Consultants». Один з альпіністів, що тоді повернув назад, пізніше поставив питання: «чи був Роб героєм, бо залишився з Дагом і намагався допомогти йому спуститися… або ж він просто намагався загасити пожежу, яку і сам розпочав?».
Існує припущення, що запас кисневих балонів, який зберігала «Adventure Consultants» на Південній вершині, був викрадений іншою експедицією, і Енді Гарріс виявив це та повідомив у табір, але «Adventure Consultants» проігнорували це попередження. Таким чином, подальша версі подій могла бути створена у спробі захистити компанію від відповідальності за смерть клієнта внаслідок протиправних дій. Втім, актуальність цієї теорії ставиться під сумнів через велику кількість клієнтів «Adventure Consultants», що перервали підйом, не дійшовши до Південної вершини, не скориставшись своїми балонами з запасу, і відносно малий розмір експедиції, що начебто здійснила крадіжку — кілька балонів мали залишитися.
У Гансена залишилися батько та двоє дорослих дітей, яким 19 травня віддали його особисті речі. В саду каменів на території Поштового відділення в Кенті невдовзі було встановлено невеликий меморіал. На табличці меморіалу написано: «Не відмовляйтеся від своїх мрій. На згадку про колегу Дугласа Гансена, який загинув 10 травня 1996 року, спускаючись з вершини гори Еверест. — травень 1997 року» (англ. Don't give up on your dreams. In memory of coworker Douglas Hansen who died May 10, 1996 descending the summit of Mt. Everest. - May 1997

## У кінематографі
- У телефільмі «У розрідженому повітрі: Смерть на Евересті»(інші мови) роль Дага Гансена зіграв Джефф Перрі.
- У фільмі 2015 року «Еверест» його зіграв Джон Гоукс. У цій стрічці показане припущення про обставини загибелі Гансена: пробираючись з Голлом по вузькому карнизу, він чомусь розстібує обв'язку і його миттєво здуває у прірву.